# Гетто в Новом Свержене
Гетто в Но́вом Све́ржене (1 августа 1941 — 31 января 1943) — еврейское гетто, место принудительного переселения евреев деревни Новый Свержень Столбцовского района Минской области и близлежащих населённых пунктов в процессе преследования и уничтожения евреев во время оккупации территории Белоруссии войсками нацистской Германии в период Второй мировой войны.

## Оккупация Нового Сверженя и создание гетто
Перед войной в Новом Свержене евреи составляли третью часть (более половины) населения.
Новый Свержень был оккупирован немецкими войсками 27 июня 1941 года.
Евреи Нового Сверженя под страхом смерти запретили появляться на улице без желтых лат или шестиконечных звезд, они имели право ходить только посередине улицы. Евреев периодически то арестовывали, то выпускали, вымогая у них золото в качестве выкупа.
1 августа 1941 года немцы, реализуя нацистскую программу уничтожения евреев, согнали евреев в гетто, расположенное на территории лесопильного завода на улице Несвижская, возле костела, куда также согнали и евреев из ближних деревень.

## Условия в гетто
Гетто было огорожено дощатым забором высотой 3 метра, обнесенным сверху по периметру колючей проволокой в два ряда и открытым электропроводом под высоким напряжением. Охраняли гетто 20 жандармов и полицейских.
Гетто в Новом Свержене функционировало как трудовой лагерь, где делали шпалы для железной дороги.
Вначале в гетто оказались около 1000 евреев — работники завода и их семьи. Узники теснились по 5-6 семей в одном доме и голодали. Их под конвоем гоняли на принудительные работы.

## Начало уничтожения гетто
Немцы очень серьёзно относились к возможности еврейского сопротивления, и поэтому в большинстве случаев в первую очередь убивали в гетто или ещё до его создания евреев-мужчин в возрасте от 15 до 50 лет — несмотря на экономическую нецелесообразность, так как это были самые трудоспособные узники. По этой причине 2 октября 1941 года 30 евреев — в основном, молодых, среди которых были также и раввин и переводчик с немецкого Ицхак Инзельбух, после работы отвели на еврейское кладбище и расстреляли.
В конце ноября 1941 года часть евреев из гетто грузили на автомашины, отвозили на кладбище, заставляли лечь в заранее выкопанные ямы и расстреливали. Затем убитых слегка присыпали песком и привозили следующую партию обреченных людей. Это убийство продолжалось целый день, непосредственно расстреливали и немцы, и коллаборационисты. В конце засыпать яму пригнали жителей деревни.
Всего с октября 1941 года до декабря 1942 года в Новом Свержене были убиты около 1000 евреев.

## Побег и ликвидация гетто
После этого расстрела оставшиеся в живых узники поняли, что единственный способ спастись — это побег, и даже начали готовить подземный ход из гетто. Но получилось иначе. В Краснослободском районе Полесья в партизанском отряде имени Жукова под командованием Льва Гильчика воевали много евреев. Несколько евреев, бежавших из гетто Нового Сверженя, попросили командование принять в отряд и других узников гетто, и Лев Гильчик разрешил им привести не только молодых мужчин, но и женщин с детьми. Гершл Посесорский вместе с 4 партизанами отправились в Новый Свержень и 29 января 1943 года проникли на территорию гетто. Их приход привел к тому, что вечером в пятницу 29 января 1943 года евреи выстрелом убили часового в гетто и в темноте через проделанную в заборе дыру около 200 узников сбежали. Нацисты смогли поймать только часть сбежавших, а примерно 180 (140) человек спаслись.
Вследствие этого в воскресенье, 31 января 1943 года, были ликвидированы гетто Нового Сверженя и Столбцов. «Акция» (таким эвфемизмом нацисты называли организованные ими массовые убийства) началась утром, примерно в 9 часов 45 минут, 31 января 1943 года, когда примерно к 15.00 все оставшиеся в гетто Нового Сверженя евреи, в том числе и пойманные накануне, были переведены в Столбцы и расстреляны — всего 254 человека. 4 февраля 1943 года были расстреляны ещё 39 евреев, пойманных немецкими солдатами и полицаями.
А сбежавшие 29 января 1943 года и выжившие евреи за трое суток прошли около 100 км и 4 февраля 1943 года добрались до отряда имени Жукова. В составе бригады Молотова, в которую входил отряд, был создан еврейский семейный лагерь, а из боеспособных евреев Нового Сверженя организовали отдельную Третью роту. В эти дни немцы начали блокаду данного партизанского района и сумели окружить бригаду Молотова. Партизаны с боями и потерями прорывались из окружения, начался голод и тиф. В этой обстановке обозленные неудачами партизаны стали обвинять евреев из Нового Сверженя, что их семейный лагерь погубит всю бригаду. Начались открытые антисемитские оскорбления. Чтобы избежать изгнания из отряда, что привело бы к неминуемой гибели, десять человек из Третьей роты ушли в Копыльский район в поисках оружия. Воспользовавшись их отсутствием, евреев из семейного лагеря группами по 6-8 человек стали отправлять якобы на «задание», и партизаны-антисемиты их тайком убивали. Гершла Посесорского командир отряда Ананченко 27 марта 1943 года вызвал в свою землянку и застрелил под предлогом отказа сдать пистолет. Потрясенные этим убийством и молчаливым одобрением командования, бойцы Третьей роты ушли из бригады и в другой район. Часть бывших узников из гетто Нового Сверженя воевала в других еврейских партизанских отрядах, в том числе, и в отряде братьев Бельских.
Всего к 4 февраля 1943 года в Новом Свержене были убиты около 3500 евреев, в живых оставили только 12 человек — самых нужным немцам специалистов. Оставленных специалистов убили 8 августа 1943 года — это были последние евреи Столбцовского района.

## Память
Опубликованы неполные списки жертв геноцида евреев в Новом Свержене.
Место массового захоронения узников гетто в Новом Свержене находится в полутора километрах восточнее деревни — в лесу, на высотке, при выезде на Несвиж, на старом еврейском кладбище (воинское захоронение № 6402). На этой братской могиле жертв геноцида евреев была установлена мемориальная плита. В 2008 году возле плиты был возведен памятник.